# 스니커즈 (과자)
스니커즈(Snickers)는 미국의 마즈에서 1930년부터 판매되고 있는 초콜릿 바이다.
스니커즈는 캐러멜과 땅콩이 얹혀진 누가에 초콜릿이 코팅되어 있으며, 현재 전 세계적으로 많이 팔리고 있는 과자이기도 하다.

## 종류 및 한정판
- Snickers Almond.
- Snickers Protein bar.
- Snickers White.
- Snickers Creamy Peanut Butter.
- Snickers Creamy Peanut Butter King Size.
- Snickers Crisp.
- Snickers Crisp Duo.
- Snickers Peanut Butter.
- Snickers Minis.
- Snickers Bites.
- Snickers Mix.
- Snickers Duo Bar, (Snickers Duo Chocolate Bar).
- Snickers Chocolate Candy Tree.
- Snickers Yard.

## 같이 보기
- 스니커즈 샐러드